# Le Père Goriot (film, 1945)
Pour les articles homonymes, voir Le Père Goriot (homonymie).
Pour plus de détails, voir Fiche technique et Distribution.
Le Père Goriot est un film français réalisé par Robert Vernay, sorti en 1945.
Le film est une adaptation du roman Le Père Goriot d'Honoré de Balzac.

## Synopsis
Le père Goriot aime ses deux filles à la folie, au point de n'être heureux que de leur bonheur. Enrichi dans le commerce des pâtes, il leur a donné d'énormes dots, ce qui leur a permis d'épouser des hommes titrés et bien en vue dans le tout Paris. Pour elles, il se prive de tout, allant jusqu'à vendre ses couverts en argent pour payer leurs dettes. Pensionnaire bourgeois à la pension Vauquer, il s'appauvrit et finit par habiter une sordide mansarde où il ne mange que du pain. Au moment où, mourant, il attend la visite de ses filles, Eugène de Rastignac, son voisin chez madame Vauquer et Horace Bianchon, un étudiant en médecine, sont les deux seules personnes à l'assister. Goriot ne verra pas ses filles avant de mourir : elles sont au bal.

## Fiche technique
- Réalisateur : Robert Vernay
- Œuvre d'origine : Honoré de Balzac
- Adaptation et scénario : Charles Spaak
- Dialogue: Bernard Zimmer
- Décors : René Renoux
- Costumes : Jacques Manuel
- Photographie : Victor Arménise et Maurice Barry
- Son : René Lécuyer
- Musique : Jean Wiener, Roger Désormière
- Production : Regina Films (Paris)
- Producteurs : Pierre O'Connell, Arys Nissotti
- Directeur de production : Jean Théry
- Pays de production :  France
- Genre : drame
- Durée : 103 minutes
- Sortie en France : 22 mars 1945

## Distribution
- Pierre Larquey : Jean-Joachim Goriot, un ancien commerçant et riche rentier, qui ne vit que pour le bonheur de ses deux filles
- Pierre Renoir : Vautrin, un pensionnaire, mystérieux et équivoque, de madame Vauquer
- Claude Génia : Delphine Goriot, épouse de Nucingen, la fille aînée du père Goriot, qui se marie avec un banquier
- Lise Delamare : la vicomtesse de Beauséant, l'une des femmes les plus influentes de Paris
- Georges Rollin : Eugène de Rastignac, un jeune ambitieux, pensionnaire de madame Vauquer
- Léonce Corne : le baron Frédéric de Nucingen, qui épouse Delphine
- Jean Desailly : Horace Bianchon, un étudiant en médecine, pensionnaire de madame Vauquer
- Suzet Maïs ; Anastasie Goriot, épouse de Restaud, la fille cadette du père Goriot
- Maurice Escande : le comte de Restaud, qui épouse Anastasie
- Cécilia Paroldi : Victorine Taillefer, une pensionnaire de madame Vauquer
- Marcelle Praince : madame Vauquer, la propriétaire et tenancière d'une pension miteuse
- Raymond Rognoni : Poiret, pensionnaire de madame Vauquer
- Pierre Vernet : Maxime de Trailles
- François Viguier : Jean-Esther van Gobseck
- Sylvie : mademoiselle Michonneau, une pensionnaire de madame Vauquer
- Made Siamé : madame Couture, une pensionnaire de madame Vauquer
- Denise Nast : Sylvie
- Marcel Delaître : un policier
- Henri Coutet : Christophe
- Rivers Cadet : l'employé du muséum
- Jean Diener : le valet de pied
- Edmond Beauchamp
- Maurice Devienne
- André Marnay
- Georges Péclet
- Camille Beuve